# Hyposoter jachontovi
Hyposoter jachontovi là một loài tò vò trong họ Ichneumonidae.